# Nederlandse kampioenschappen schaatsen afstanden 1993 - 1000 meter vrouwen
De 1000 meter vrouwen op de Nederlandse kampioenschappen schaatsen afstanden 1993 werd gereden in januari 1993 in ijsstadion De Scheg in Deventer. 
Aan deze editie namen 14 schaatssters deel. Titelverdedigster was Christine Aaftink, zij prolongeerde wederom haar titel.

## Uitslag
| #      | Schaatser             | tijd    |
| ------ | --------------------- | ------- |
| Goud   | Christine Aaftink     | 1.23,89 |
| Zilver | Renske Vellinga       | 1.27,25 |
| Brons  | Léontine van Meggelen | 1.27,25 |
| 4      | Herma Meijer          | 1.27,37 |
| 5      | Marieke Stam          | 1.27,51 |
| 6      | Anja Bollaart         | 1.28,04 |
| 7      | Sandra 't Hart        | 1.28,46 |
| 8      | Anita Loorbach        | 1.28,49 |
| 9      | Coriene Pot           | 1.28,72 |
| 10     | Andrea Nuyt           | 1.28,97 |
| 11     | Renate Groenewold     | 1.29,69 |
| 12     | Ellen Linnenbank      | 1.29,74 |
| 13     | Jenita Smit           | 1.29,86 |
| 14     | Janine Koudenburg     | 1.32,49 |

Uitslag
1987 · 
1988 · 
1989 · 
1990 · 
1991 · 
1992 · 
1993 · 
1994 · 
1995 · 
1996 · 
1997 · 
1998 · 
1999 · 
2000 · 
2001 · 
2002 · 
2003 · 
2004 · 
2005 · 
2006 · 
2007 · 
2008 · 
2009 · 
2010 · 
2011 · 
2012 · 
2013 · 
2014 · 
2015 · 
2016 · 
2017 · 
2018 · 
2019 · 
2020 · 
2021 · 
2022 · 
2023 · 
2024 · 
2025